# Testamento di Salomone
Il Testamento di Salomone è un apocrifo dell'Antico Testamento attribuito al re Salomone, scritto originariamente in ebraico in ambiente giudaico nel I secolo d.C., rielaborato in greco in ambiente cristiano nel III secolo d.C.
Il testo si trova solo nelle fonti cristiane e non ebraiche. Esso descrive come Salomone fu in grado di costruire il Tempio servendosi di demoni comandati per mezzo di un anello magico a lui affidato dall'Arcangelo Michele. Il vero autore o gli autori del testo rimangono sconosciuti.
Salomone, in punto di morte, ricorda con dolore la propria idolatria, che attribuisce a influenze demoniache, dilungandosi in una trattazione demonologica.

## Contenuto

### Il sigillo di Salomone
Quando un demonio di nome Ornias infastidisce un giovane ragazzo (che è il favorito di Salomone) rubando metà della sua paga e succhiandogli la vitalità attraverso il pollice della mano destra, Salomone va a pregare Sabaoth nel tempio, e riceve dall'arcangelo Michele un anello su cui è impresso il sigillo di Dio (nella forma di un pentalfa con su inscritto il nome di Dio, in seguito identificato con l'esagramma della stella di David) che gli consentirà di comandare i demoni. 
Salomone presta l'anello al ragazzo che, gettandolo contro Ornias, riesce a marchiarlo con il sigillo portandolo sotto il suo controllo. Salomone, a questo punto, può ordinare ad Ornias di usare l'anello per andare a marchiare allo stesso modo Belzebù, il principe dei demoni.
Con Belzebù sotto il suo comando, Salomone ha adesso l'intera razza dei demoni al suo comando per costruire il tempio. Belzebù rivela di essere stato il più grande angelo del cielo.
Nel capitolo 18, i demoni dei 36 decani, chiamati con nomi che a volte sembrano volute distorsioni dei nomi tradizionali dei decani celesti, si attribuiscono alcuni poteri e responsabilità, soprattutto per vari disturbi e dolori. Essi forniscono le formule magiche con cui ogni malanno può essere bandito. Ad esempio, il trentatreesimo demonio è Rhyx Achoneoth, che causa mal di gola e tonsillite, e può essere allontanato scrivendo la parola Leikourgos.
L'incontro finale tra Salomone ed il demonio coinvolge un giovane servo, che viene inviato con l'anello di Salomone a prendere prigioniero un demonio del vento che sta perseguitando l'Arabia. Il ragazzo tiene un otre contro il vento con l'anello di fronte ad esso, e quindi lo lega nel sacco. Il ragazzo riesce nel suo compito e ritorna con l'otre. Il demonio imprigionato, Ephippas, solleva con la sua potenza una pietra angolare, ritenuta troppo grande per essere sollevata da esseri umani, e la dispone sull'entrata del tempio.
Poi Ephippas e un altro demonio portano fuori dal Mar Rosso una miracolosa colonna fatta di «qualcosa di purpureo». Questo demonio del Mar Rosso si rivela come Amelouith e sostiene di essere il demonio che ha sostenuto i maghi egiziani contro Mosè e che ha indurito il cuore del Faraone, ma assieme all'ospite egiziano era rimasto imprigionato dal mare quando era ritornato ed era stato tenuto fermo dal pilastro, finché arrivò Ephippas e insieme poterono liberarlo.

### Conclusione
Segue una breve conclusione in cui si descrive come Salomone s'innamorò di una donna shulamita e accetti di adorare Caivan e Moloch. Salomone accetta di sacrificare a loro, ma sacrifica solo il sangue di alcune locuste, semplicemente schiacciandole con la mano. Immediatamente, lo Spirito di Dio si allontana da lui e Salomone viene reso stupido. Il suo nome diventa una burla per gli esseri umani e per i demoni.
Il Testamento di Salomone presenta la regina di Saba come una strega, il che indica che l'autore aveva una consapevolezza della tradizione ebraica, la quale sostiene la stessa cosa.
Salomone conclude il suo testo con un avvertimento per l'umanità. Egli ammonisce gli esseri umani a non cadere nel suo stesso errore, esortandoli a essere consapevoli del presente e del futuro, per comprendere le conseguenze delle proprie azioni prima di agire.